# L'Ordène de chevalerie

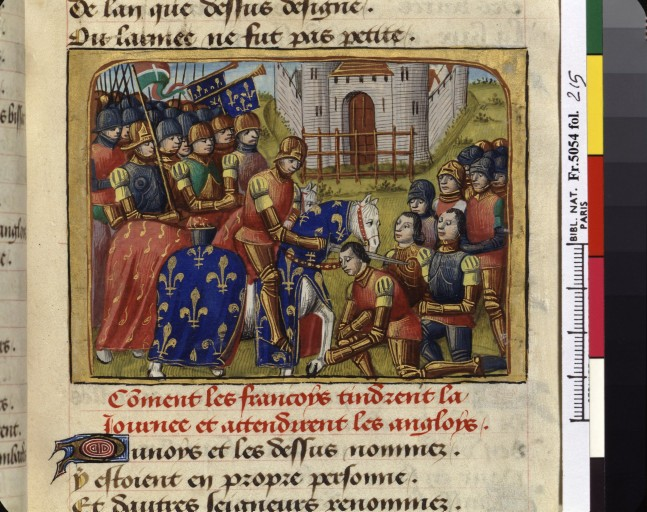
Un adoubement au XVè siècle.

L'Ordène de chevalerie est un poème du premier quart du XIIIè siècle racontant l'emprisonnement de Hugues II de Saint-Omer (appelé également Hugues de Tibériade ou Hues de Tabarie) par Saladin après la bataille de Merdj'Oyoum. Le poème est souvent considéré comme un prétexte pour exposer les règles et cérémonies de la chevalerie, pour l'étude de laquelle il constitue l'une des sources les plus anciennes.
Ce poème en octosyllabes ayant reçu un franc succès, il a fait l'objet de versions en prose dès la fin du XIIIè siècle. Au fil des années, on dénombre au moins sept mises en prose du texte.

## Résumé
Après la bataille de Merdj'Oyoum le 9 juin 1179, Hues de Tabarie est fait prisonnier par Saladin. En rançon de sa vie, celui-ci lui demande une rançon de 100 000 besants d'or et de l'armer chevalier de sa main, en lui expliquant les différentes phases de l'adoubement.
Hues de Tabarie accepte (hormis la collée qu'il n'osa porter sur la personne du sultan par crainte de sa garde), et l'arme chevalier en lui expliquant les devoirs du chevalier, et la signification de l'adoubement, puis lui demande de payer sa rançon au titre de l'aide aux quatre cas. Piqué par le raisonnement, Saladin paya la moitié de la rançon qu'il avait lui-même fixée et obligea ses gouverneurs à payer le reste.
La somme exigée correspond à 10 % de la rançon de saint Louis lorsqu'il fut fait prisonnier en Égypte, ou au prix de l'île de Chypre achetée en 1192 par Guy de Lusignan.